# Nikólaos Guntulas
Nikólaos Guntulas (en griego: Νικόλαος Γκουντούλας; Kozani, 4 de febrero de 1985) es un deportista griego que compitió en remo. Su hermano gemelo Apóstolos compitió en el mismo deporte.
Ganó tres medallas en el Campeonato Mundial de Remo entre los años 2008 y 2010, y cinco medallas en el Campeonato Europeo de Remo entre los años 2008 y 2013.
Además, obtuvo dos medallas en el Campeonato Mundial de Remo de Mar, en los años 2013 y 2014.

## Palmarés internacional
| Campeonato Mundial | Campeonato Mundial          | Campeonato Mundial | Campeonato Mundial     |
| Año                | Lugar                       | Medalla            | Prueba                 |
| ------------------ | --------------------------- | ------------------ | ---------------------- |
| 2008               | Ottensheim (Austria)        | Medalla de oro     | Dos sin timonel ligero |
| 2009               | Poznań (Polonia)            | Medalla de bronce  | Dos sin timonel        |
| 2010               | Cambridge (Nueva Zelanda)   | Medalla de plata   | Cuatro sin timonel     |
| Campeonato Europeo |                             |                    |                        |
| Año                | Lugar                       | Medalla            | Prueba                 |
| 2008               | Maratón (Grecia)            | Medalla de oro     | Cuatro sin timonel     |
| 2009               | Brest (Bielorrusia)         | Medalla de oro     | Dos sin timonel        |
| 2010               | Montemor-o-Velho (Portugal) | Medalla de plata   | Cuatro sin timonel     |
| 2011               | Plovdiv (Bulgaria)          | Medalla de oro     | Dos sin timonel        |
| 2012               | Varese (Italia)             | Medalla de oro     | Cuatro sin timonel     |